# Пишотта
Пишотта ( Pisciotta) — коммуна в Италии, располагается в регионе Кампания, в провинции Салерно.
Население составляет 3031 человек, плотность населения составляет 101 чел./км². Занимает площадь 30 км². Почтовый индекс — 84066. Телефонный код — 0974.
Покровителями коммуны почитаются святой Вит, святой Аньелло и святая София. Празднование 30 сентября, 15 июня, 10 августа и 14 декабря.